# لابوم
لابوم(بالكورية: 라붐) هي فرقة فتيات كورية جنوبية ظهرت لأول مرة سنة 2014 تحت شركتي إن إتش ميديا ونيغا نيتورك. اسم الفرقة يعني «الحفلة» في اللغة الفرنسية.

## الأعضاء
- كيم يو-جيونغ (김유정), ولدت في 14 فبراير / شباط 1992.
- جونغ سو يون (정소연), ولدت في 4 مايو عام 1994
- زي إن (지엔)، الاسم عند الولادة باي جين يي (배진예) ولدت في 9 حزيران / يونيو، 1994
- يوم هاي-إن (염해인)، من مواليد 19 مايو 1995
- آهن سول-بن (안솔빈)، من مواليد 19 أغسطس 1997

### العضوات السابقات
- كيم يول-هي (김율희)، من مواليد 27 نوفمبر 1997

## الفيديوهات

### الكليبات
| السنة | الأغنية                              |
| ----- | ------------------------------------ |
| 2014  | "بيت-أي-بات (두근두근)"              |
| 2014  | "ماذا عنك؟ (어떡할래)"               |
| 2014  | "ماذا عنك؟ (어떡할래)" (نسخة الرقص.) |
| 2015  | "شوقر شوقر"                          |
| 2015  | "ألو ألو "                           |
| 2016  | "رحلة إلى أتلانتس"                   |

### الظهور في الكليبات
| السنة | الأغنية                                               | الفنان                | العضوة                       |
| ----- | ----------------------------------------------------- | --------------------- | ---------------------------- |
| 2012  | "أورجينال" دعاية                                      | براون آيد غيرلز       | سولبين                       |
| 2012  | "ون سمر نايت"                                         | براون آيد غيرلز       | سولبين                       |
| 2013  | "ستاندنغ ستيل"                                        | يو كيس                | يولهي                        |
| 2013  | "ماما بيت "                                           | أل سي 9               | سولبين، زي إن                |
| 2013  | "إنسايد أوف مي"                                       | يو كيس                | يولهي                        |
| 2013  | "أوبين ذا دور (문을 여시오)"                          | ايم تشانغ جونغ        | يولهي                        |
| 2014  | "يجب علينا الرقص مع الدكتور ليم (임박사와 함께 춤을)" | ايم تشانغ جونغ        | هاي إن، سولبين، سويون، يولهي |
| 2016  | "السيدة العنبية"                                      | 손승연 (إبن السوناتة) | يولهي                        |
| 2016  | "ستوكر"                                               | يوكيس                 | سولبين                       |

## الأعمال

### التلفزيون

#### الأعمال الدرامية
| السنة | العنوان | القناة           | العضوة | ملاحظات                    |
| ----- | ------- | ---------------- | ------ | -------------------------- |
| 2015  | عن الحب | نيفير تي في كاست | زي إن  | دراما ويب مكونة من حلفتين. |

#### البرامج الترفيهية
| السنة | العنوان                   | القناة           | الأعضاء                      | ملاحظات            |
| ----- | ------------------------- | ---------------- | ---------------------------- | ------------------ |
| 2014  | مدرسة الأيدول             | MBC Music        | الكل                         |                    |
| 2014  | ميوزك أون! حديث المبتدئين | ميوزك أون! تي في | الكل                         |                    |
| 2014  | بوبز إن سول               | Arirang TV       | الكل                         | سبتمبر 2014        |
| 2014  | بوبز إن سول               | Arirang TV       | الكل                         | نوفمبر 2014        |
| 2014  | أفتر سكول كلاب            | Arirang TV       | الكل                         | الحلقة 119         |
| 2014  | دريم تيم                  | KBS2             | سولبين، يولهي، زي إن         | منافسة فرق الفتيات |
| 2015  | دريم تيم                  | KBS2             | هاي إن، زي إن، يولهي         |                    |
| 2015  | 1 ضد 100                  | KBS2             | يوجونغ، زي إن                |                    |
| 2015  | ميوزيك بانك               | KBS2             | سولبين                       | مذيعة              |
| 2015  | مهمتها السرية             | MBC Every 1      | سولبين                       | متسابقة            |
| 2015  | أفتر سكول كلاب            | Arirang TV       | الكل                         | الحلقة 189         |
| 2015  | مرحبا مستشاري             | KBS2             | يولهي، سولبين                | ضيوف               |
| 2015  | إس إن إل كوريا            | tvN              | الكل                         | ضيوف               |
| 2016  | ذا بوس إز وتشينغ          | SBS              | الكل                         | متسابقون           |
| 2016  | لابوم تي في               | نيفير في أب      | الكل                         |                    |
| 2016  | ويكلي آيدول               | MBC Every 1      | الكل                         | الحلقة 246         |
| 2016  | أفتر سكول كلاب            | Arirang TV       | الكل                         | الحلقة 208         |
| 2016  | نيو ستار كينغ             | SBS              | سولبين، هاي إن، يولهي، سويون | الحلقة 24          |

### الأفلام
| السنة | العنوان  | العضوة | الدور | ملاحظات |
| ----- | -------- | ------ | ----- | ------- |
| 2016  | المواجهة | سولبين | [ 2 ] |         |

## وصلات خارجية
- لابوم على موقع ميوزك برينز (الإنجليزية)
- لابوم على موقع ديسكوغز (الإنجليزية)

- الموقع الرسمي